# Akseli Kokkonen
Akseli Ensio Kokkonen (* 27. Februar 1984 in Oslo) ist ein ehemaliger norwegischer Skispringer finnischer Abstammung, der seine Karriere im finnischen Skiverband begann, seit 2007 aber im norwegischen Skiverband trainiert und seit 2009 nach erfolgter Einbürgerung auch zum Nationalkader gehörte.
Kokkonen startete in Finnland für den Skiverein der Stadt Lahti, den Lahden Hiihtoseura. Den wegen Rückenproblemen vorzeitig beendeten Militärdienst holte er im Sommer 2006 nach. Anschließend widmete er sich wieder dem Skispringen. Im Sommer 2007 zog er nach Lillehammer in Norwegen, schloss sich dem Team Lillehammerhopp an und schrieb sich bei seinem neuen Verein Søre Ål ein. Seit November 2008 startete er für den Verein Stårheim IL, in dem er der einzige Skispringer ist.

## Karriere
Akseli Kokkonen wurde 1984 in Oslo geboren. Seine Großmutter ist Norwegerin; als er ein Jahr alt war, zog seine Familie jedoch nach Lahti in Finnland, wo bis 2006 lebte. 2004 absolvierte er seinen Schulabschluss an der Rudolf-Steiner-Schule in Lahti (einer Waldorfschule). Ursprünglich plante Kokkonen, im April 2005 am Vierumäki Sport Institute ein Studium zu beginnen, um bis 2008 eine Ausbildung als Sportlehrer zu machen. Schließlich entschied sich Kokkonen aber für eine Tauchlehrerausbildung und eine aktive Skisprungkarriere.
Kokkonen begann im Alter von elf Jahren mit dem Skispringen. Bei den Junioren-Weltmeisterschaften 2001 im polnischen Karpacz gewann er mit der finnischen Mannschaft die Goldmedaille. Ein Jahr darauf wurde er in Schonach im Schwarzwald Fünfter im Einzelwettbewerb und verteidigte mit der Mannschaft den Weltmeistertitel erfolgreich. Seit 2003 ist er bei internationalen Wettbewerben der Erwachsenen zu sehen. Bei den Finnischen Meisterschaften belegte er 2002/03 in Kuopio auf der Normalschanze den dritten Rang. 2003/04 in Kuopio auf der Großschanze wurde er Zweiter und 2003/04 in Rovaniemi auf der Normalschanze gelang ihm ebenfalls ein dritter Rang. Seine persönliche Bestweite erreichte Kokkonen am 22. Februar 2004 mit 213,5 m auf der Skiflugschanze in Planica.
Bei einem Trainingssprung in Kuopio im August 2004 zog sich Kokkonen einen Bruch des Schlüsselbeins zu. Es folgten 4 Wochen Trainingspause und ein lang anhaltendes Formtief. Mitte Januar 2006 gab Akseli Kokkonen eine voraussichtlich bis Sommer 2006 anhaltende Pause vom Skispringen bekannt. Er lebte seit dem 31. Januar in Ägypten, um dort seine Tauchlehrerausbildung zu absolvieren, welche er am 1. März 2006 bestand. Im Sommer 2006 holte Kokkonen seinen Militärdienst nach.
Im Sommer 2007 verließ Kokkonen seinen ursprünglichen Wohnsitz in Lahti und zog nach Lillehammer in Norwegen, um dort zu trainieren. Da er von den Norwegern weit mehr Unterstützung erfuhr als vom finnischen Skiverband, entschied er sich schließlich, dort zu bleiben. Im Sommer 2009 erlangte er die norwegische Staatsbürgerschaft und startete anschließend für die Mannschaft Norwegens.

## Sportliche Erfolge

### Erfolge im Skisprung-Weltcup
2003/2004:
Im Skisprung-Weltcup 2003/04 belegte Kokkonen mit 280 Punkten den 19. Gesamtrang. Die besten Ergebnisse waren der fünfte Rang in Kuusamo und der siebte Rang im polnischen Zakopane.
2004/2005:
Weniger erfolgreich verlief die Saison 2004/2005. Kokkonen nahm nur an sieben Springen teil und musste die Saison vorzeitig beenden. Er belegte im Gesamtklassement nur Platz 64.
2005/2006:
Im Skisprung-Weltcup 2005/06 war Kokkonen nur im Aufgebot für den finnischen B-Kader. In Rovaniemi bestritt er ein Continental-Cup-Springen.
2006/2007:
In der ausschließlich finnischen Finlandia Veikkaus Tour konnte Kokkonen wieder erste Erfolge verzeichnen. Im Skisprung-Weltcup wurde er jedoch noch nicht wieder eingesetzt.

### Erfolge beim Skisprung-Grand-Prix
- 1. Rang Sommer Continental Cup in Garmisch/Deutschland 2003
- 1. Rang Sommer Continental Cup in Velenje/Slowenien
- 1. Rang Sommer Grand Prix in Val di Fiemme/Italien 2003
- 1. Rang Sommer Grand Prix in Hinterzarten/Deutschland 2003 (Mannschaftsspringen)

### Erfolge beim BUFF Norges Cup 2007/08
- 1. Rang Granåsen (6. Januar 2008)
- 1. Rang Sprova (27. Januar 2008)
- 1. Rang Rena (2. Februar 2008)
- 1. Rang Lillehammer (10. Februar 2008)
- 1. Rang Meldal (16. Februar 2008)

Akseli gelang der Sieg in der Gesamtwertung.

### Erfolge beim BUFF Norges Cup 2008/09
- 1. Rang Vikersund (29. November 2008)
- 1. Rang Sprova (17. Januar 2009)
- 1. Rang Meldal (31. Januar 2009)
- 1. Rang Meldal (1. Februar 2009)
- 1. Rang Trondheim (7. Februar 2009)
- 1. Rang Trondheim (8. Februar 2009)
- 1. Rang Stryn (1. März 2009)
- 2. Rang Vikersund (30. November 2008)
- 2. Rang Trondheim (4. Januar 2009)
- 2. Rang Stryn (28. Februar 2009)

Erneuter Gesamtsieg

### Grand-Prix-Siege im Einzel
| Nr. | Datum           | Ort       | Land    |
| --- | --------------- | --------- | ------- |
| 1.  | 29. August 2003 | Pragelato | Italien |